# Oreopsyche sicheliella
Oreopsyche sicheliella är en fjärilsart som beskrevs av Charles Théophile Bruand d’Uzelle 1858. Oreopsyche sicheliella ingår i släktet Oreopsyche och familjen säckspinnare. Inga underarter finns listade i Catalogue of Life.